# Емино
Емино — деревня в Шатурском муниципальном районе Московской области. Входит в состав Дмитровского сельского поселения. Население — 0 чел. (2010).

## Расположение и транспорт
Деревня Емино расположена в южной части Шатурского района, расстояние по автодорогам до МКАД порядка 156 км, до райцентра — 50 км, до центра поселения — 7,5 км. Ближайшие населённые пункты — деревни Губино в 1,5 км к западу (где расположена автобусная остановка маршрута № 41), Епихино к северо-западу и Михайловская к юго-западу.
Высота над уровнем моря 128 м.

## Название
В письменных источниках деревня упоминается как Емино или Еминская.
Название произошло от неканонического личного имени Емин или фамилии Емин.

## История

### С XVII века до 1861 года
Впервые упоминается в писцовой Владимирской книге В. Кропоткина 1637—1648 гг. как деревня Емино, Еминская Бабинской кромины волости Муромского сельца Владимирского уезда. Деревня принадлежала владимирцу Луке Матвеевичу Зиновьеву.
В результате губернской реформы 1708 года деревня оказалась в составе Московской губернии. После образования в 1719 году провинций деревня вошла во Владимирскую провинцию, а с 1727 года — во вновь восстановленный Владимирский уезд.
В 1778 году образовано Рязанское наместничество (с 1796 года — губерния). После этого вплоть до начала XX века деревня Емино входила в Егорьевский уезд Рязанской губернии.
По данным X ревизии 1858 года деревня принадлежала штабс-капитану Николаю Абрамовичу Воронову.
По сведениям 1859 года Емино — владельческая деревня 1-го стана Егорьевского уезда по левую сторону Касимовского тракта, при колодце, в 50 верстах от уездного города и 26 верстах от становой квартиры.
Последними владельцами деревни перед отменой крепостного права были помещики Воронов, Рейслер, Провоторов и Матвеев.

### 1861—1917
После реформы 1861 года из крестьян деревни вместе с соседней деревней Епихино было образовано 6 сельских обществ (в том числе 2 общества государственных крестьян, бывших Матвеева), деревня вошла в состав Коробовской волости.
В 1885 году был собран статистический материал об экономическом положении селений и общин Егорьевского уезда. Во всех общинах было общинное землевладение, земля была поделена в общине Воронова по работникам, в общинах Рейслера, Провоторова и Матвеева — по ревизским душам. Практиковались переделы мирской земли — пашня делилась редко и на неопределенный срок, луга ежегодно. Также ежегодно рубили лес на дрова. Надельная земля находилась в чересполосном владении с другими владельцами, деревня находилась среди надела. В каждой общине пашня делилась на 36 участков. Длина душевых полос от 10 до 60 сажень, а ширина от 1,5 до 3 аршин. Кроме надельной земли, 9 домохозяев деревни имели всего 56,5 десятин собственной земли, 4 домохозяина арендовали луга.
Почвы были супесчаные и песчаные, пашни частью низменные, но больше бугроватые. Луга отчасти полевые, отчасти по болоту, прогоны удобные. В деревне было 12 общих колодцев с хорошей водой. Хлеб покупали в Дмитровском Погосте, дрова частью брали из своего леса, частью покупали. Сажали рожь, овёс (очень редко), гречиху и картофель. У крестьян было 15 лошадей, 32 коровы, 97 овец, 10 свиней, 27 плодовых деревьев и 2 колодки пчёл. Избы строили деревянные, крыли деревом и железом, топили по-белому.
Деревня входила в приход села Дмитровский Погост, там же располагались мужское и женское училище. В деревне работали ветряная мельница и маслобойня. Промыслы были развиты слабо, 54 плотника уходили на заработки в Московскую и Владимирскую губернии, а также в Зарайский уезд.
По данным 1905 года в деревне продолжали работать ветряная мельница и маслобойня. Также здесь находилась раздаточная контора для тканья мочальных кульков. Ближайшее почтовое отделение и больница находились в селе Дмитровский Погост.

### 1917—1991
В 1922 году Егорьевский уезд вошел в состав Московской губернии, деревня попала в Дмитровскую волость. Был образован Еминский сельсовет, центром которого стала деревня Емино.
В ходе реформы административно-территориального деления СССР в 1929 году деревня вошла в состав Дмитровского района Орехово-Зуевского округа Московской области. В 1930 году округа были упразднены, а Дмитровский район переименован в Коробовский.
С 1936 года деревня входила в Михайловский сельсовет, с 1954 года некоторое время была его центром.
3 июня 1959 года Коробовский район был упразднён, Михайловский сельсовет передан Шатурскому району.
С конца 1962 года по начало 1965 года деревня Емино входила в Егорьевский укрупнённый сельский район, созданный в ходе неудавшейся реформы административно-территориального деления, после чего деревня в составе Михайловского сельсовета вновь передана в Шатурский район.

### С 1991 года
В 1994 году Михайловский сельсовет был преобразован в Михайловский сельский округ.
29 сентября 2004 года Михайловский сельский округ был упразднён, а его территория включена в состав Дмитровского сельского округа.
В 2005 году образовано Дмитровское сельское поселение, в которое вошла деревня Емино.

## Население
| 1859 | 1868 | 1885 | 1905 | 1926 | 1970 |
| ---- | ---- | ---- | ---- | ---- | ---- |
| 88   | ↗119 | ↗126 | ↗220 | ↘150 | ↘21  |
| 1993 | 2002 | 2006 | 2010 |      |      |
| ↘2   | ↗3   | ↘0   | →0   |      |      |

Число дворов и жителей: в 1850 году — 16 дворов, в 1859 году — 14 дворов, 41 муж., 47 жен., в 1868 году — 17 дворов, 57 муж., 62 жен.
В 1885 году был сделан более широкий статистический обзор. В деревне проживало 126 крестьян (21 двор, 66 муж., 60 жен.), из 23 домохозяев двое не имели своего двора. На 1885 год грамотность среди крестьян деревни составляла 5 % (6 человек из 126), также 2 мальчика посещали школу.
В 1905 году в деревне проживало 220 человек (26 дворов, 108 муж., 112 жен.).
В 1926 году — 150 человек (33 крестьянских хозяйства, 61 муж., 89 жен.).
По результатам переписи населения 2010 года в деревне не было постоянного населения.